# Jafarabad (Distrikt)
Der Distrikt Jafarabad (Urdu ضلع جعفرآباد) ist ein Verwaltungsdistrikt in der pakistanischen Provinz Belutschistan. Sitz der Distriktverwaltung ist die Stadt Dera Allah Yar.

## Geographie
Der Distrikt liegt im Osten der Provinz Belutschistan und grenzt an die Provinz Sindh. Topographisch entspricht der Distrikt einer flachen Schwemmlandebene ohne größere Erhebungen. Die Höhe über dem Meeresspiegel erreicht beträgt abschnittsweise maximal 50 bis 170 Metern über dem Meeresspiegel. Die Böden sind relativ fruchtbar und werden landwirtschaftlich intensiv genutzt.

## Klima
Das Klima ist im Sommer sehr heiß und es können Staubstürme auftreten. Im Winter sind die Temperaturen angenehm. Die Regenzeit fällt vor allem auf die Monate Juli und August.
|                       | Jan | Feb | Mär | Apr  | Mai | Jun | Jul | Aug | Sep | Okt | Nov | Dez |   |      |
| Mittl. Tagesmax. (°C) | 22  | 26  | 32  | 35   | 42  | 46  | 40  | 35  | 37  | 34  | 30  | 23  | ⌀ | 33,5 |
| Mittl. Tagesmin. (°C) | 9   | 12  | 19  | 19   | 27  | 30  | 26  | 19  | 27  | 22  | 14  | 10  | ⌀ | 19,5 |
|                       |     |     |     |      |     |     |     |     |     |     |     |     |   |      |
| Niederschlag (mm)     | 5,3 | 7,6 | 9,2 | 10,9 | 8,3 | 6,3 | 48  | 22  | 3,7 | 1,0 | 0,9 | 4,8 | Σ | 128  |

| 9 |

| 12 |

| 19 |

| 19 |

| 27 |

| 30 |

| 26 |

| 19 |

| 27 |

| 22 |

| 14 |

| 10 |

| 9 |

| 12 |

| 19 |

| 19 |

| 27 |

| 30 |

| 26 |

| 19 |

| 27 |

| 22 |

| 14 |

| 10 |

## Geschichte
Während der Zeit Britisch-Indiens erlangte das Gebiet von Jafarabad (damals noch unter dem älteren Namen Jhatpat) am 12. Januar 1932 den administrativen Status einer Subdivision als Teil des Distrikts Jacobabad der Provinz Sindh. Nach dem Ende der britischen Kolonialherrschaft 1947 kam es zu Pakistan. Nach der Aufgabe des initial verfolgte Einheitsstaatskonzepts („One Unit“) im Jahr 1970 wurde das Gebiet Teil des Distrikts Sibi in der neu eingerichteten Provinz Belutschistan. Im Januar 1975 wurde der neue Distrikt Nasirabad samt Jhatpat von Sibi abgetrennt. Im Juli 1987 wurde Jhatpat ein eigener Distrikt und erhielt 1996 (?) zu Ehren von Jafar Khan Jamali, einem prominenten belutschischen Stammesführer und Politiker der Muslimliga, den Namen Jafarabad. 1998 wurde der Distrikt wieder aufgelöst und an Nasirabad angeschlossen, jedoch im Jahr 2002 wieder neu eingerichtet.
Der Distrikt war wiederholt von schweren Flutkatastrophen betroffen. Insbesondere die Überschwemmungskatastrophe von 2010 richtete schwere Schäden an.

## Verwaltungsgliederung
Bei der Volkszählung 2017 war der Distrikt administrativ in drei Tehsils unterteilt (Gandakha, Jhat Pat, Usta Mohammad).

## Demografie
| Jahr | Einwohnerzahl |
| ---- | ------------- |
| 1998 | 291.290       |
| 2017 | 513.813       |

Im Jahr 2017 lebten 513.972 Personen auf 1.643 km², entsprechend einer Bevölkerungsdichte von 312,83 Einwohnern/km². Das Geschlechterverhältnis war mit 262.872 Männern auf 251.047 Frauen (Verhältnis 1,0471) für pakistanische Verhältnisse einigermaßen ausgeglichen. Die Muttersprachen waren wie folgt: Belutschisch 48,6 %, Sindhi 19,8 %, Saraiki 15,4 %, Brahui 14,3 %, andere Sprachen 1,9 %. Der Distrikt war damit ethnisch-sprachlich ausgesprochen heterogen. 98,5 % waren Muslime und 1,2 % Hindus. Die Lesefähigkeit lag bei 30,7 % (Männer 41,7 %, Frauen 19,2 %). Das jährliche Bevölkerungswachstum in den Jahren 1998 bis 2017 betrug 3,03 %.